# 波皮西克 (奧夫魯奇區)
51°21′20″N 28°39′0″E / 51.35556°N 28.65000°E
波皮西克（烏克蘭語：Поліське），是烏克蘭北部的村莊，隸屬日托米爾州的科羅斯滕區。該村處於熱隆河畔，始建於1875年，面積0.15平方公里，海拔高度237米，2001年人口513。